# Atheta alphacrenuliventris

Atheta alphacrenuliventris  (лат.) — вид коротконадкрылых жуков из подсемейства Aleocharinae. Канада.

## Распространение
Встречается в провинции Нью-Брансуик (Канада).

## Описание
Мелкие коротконадкрылые жуки, длина тела 3,2–3,6 мм. Основная окраска коричневая: голова, пронотум и брюшко тёмно-коричневые (до почти чёрного), надкрылья желтовато-коричневые, ноги от желтовато-коричневого до красновато-коричневого. Один экземпляр был найден в помёте койота на окраине соснового леса, а другой из взят мха вдоль небольшого весеннего ручья в бореальном елово-пихтовом лесу. Взрослые особи были собраны в мае и июне.
Сходен с видами Atheta crenuliventris Bernhauer и Atheta pseudocrenuliventris Klimaszewski (отсюда и видовое название). Вид был впервые описан в 2016 году канадскими энтомологами Яном Климашевским (Jan Klimaszewski; Laurentian Forestry Centre, Онтарио, Канада) и Реджинальдом Вебстером (Reginald P. Webster).